# Camptomyia nodicornis
Camptomyia nodicornis är en tvåvingeart som först beskrevs av Johannes Winnertz 1853.  Camptomyia nodicornis ingår i släktet Camptomyia och familjen gallmyggor. Inga underarter finns listade i Catalogue of Life.